# Нейн
Нейн (англ. Nain) — містечко в Канаді, у провінції Ньюфаундленд і Лабрадор.

## Населення
За даними перепису 2016 року, містечко нараховувало 1125 осіб, показавши скорочення на 5,3%, порівняно з 2011 роком. Середня густина населення становила 11,9 осіб/км².
З офіційних мов обидвома одночасно володіли 15 жителів, тільки англійською — 1 105, а 10 — жодною з них. Усього 295 осіб вважали рідною мовою не одну з офіційних, з них 290 — одну з корінних мов.
Працездатне населення становило 56,4% усього населення, рівень безробіття — 28,9% (39,2% серед чоловіків та 19,6% серед жінок). 90,7% осіб були найманими працівниками, а 2,1% — самозайнятими.
Середній дохід на особу становив $35 460 (медіана $22 507), при цьому для чоловіків — $39 583, а для жінок $31 203 (медіани — $24 896 та $21 184 відповідно).
22,1% мешканців мали закінчену шкільну освіту, не мали закінченої шкільної освіти — 50%, 27,9% мали післяшкільну освіту, з яких 20,8% мали диплом бакалавра, або вищий.
| Статево-вікова структура населення | Статево-вікова структура населення | Статево-вікова структура населення | Статево-вікова структура населення | Статево-вікова структура населення |
| ---------------------------------- | ---------------------------------- | ---------------------------------- | ---------------------------------- | ---------------------------------- |
|                                    |                                    |                                    |                                    |                                    |
| Всього                             | Всього                             | 51,1%48,9%                         |                                    |                                    |
| 0 — 14 років                       | 0 — 14 років                       |                                    | 23,7%                              | 23,7%                              |
| 15 — 64 років                      | 15 — 64 років                      |                                    | 69,2%                              | 69,2%                              |
| 65 і більше                        | 65 і більше                        |                                    | 7,1%                               | 7,1%                               |
| 85 і більше                        | 85 і більше                        |                                    | 0,4%                               | 0,4%                               |
| Середній вік (років)               | Середній вік (років)               | 34,232,4                           | 33,3                               | 33,3                               |
| Медіана (років)                    | Медіана (років)                    | 31,830,8                           | 31,0                               | 31,0                               |
| — чоловіки — жінки                 |                                    |                                    |                                    |                                    |

| Походження мешканців:     | Походження мешканців:     | Походження мешканців: | Походження мешканців: | Походження мешканців: |
| ------------------------- | ------------------------- | --------------------- | --------------------- | --------------------- |
| Походження                |                           |                       | осіб                  | %                     |
| Корінні американці        | Корінні американці        |                       | 1 035                 | 92%                   |
| Інше північноамериканське | Інше північноамериканське |                       | 160                   | 14.22%                |
| Європейське               | Європейське               |                       | 265                   | 23.56%                |
| британське                | британське                |                       | 195                   | 17.33%                |
| французьке                | французьке                |                       | 40                    | 3.56%                 |
| українське                | українське                |                       | 10                    | 0.89%                 |

| Зайнятість населення за галузями (за класифікацією NOC): | Зайнятість населення за галузями (за класифікацією NOC): | Зайнятість населення за галузями (за класифікацією NOC): | Зайнятість населення за галузями (за класифікацією NOC): | Зайнятість населення за галузями (за класифікацією NOC): |
| -------------------------------------------------------- | -------------------------------------------------------- | -------------------------------------------------------- | -------------------------------------------------------- | -------------------------------------------------------- |
|                                                          |                                                          |                                                          |                                                          |                                                          |
| Управління                                               | Управління                                               |                                                          | 7,8%                                                     | 7,8%                                                     |
| Бізнес, фінанси та адміністрування                       | Бізнес, фінанси та адміністрування                       |                                                          | 8,9%                                                     | 8,9%                                                     |
| Природничі та прикладні науки                            | Природничі та прикладні науки                            |                                                          | 3,3%                                                     | 3,3%                                                     |
| Охорона здоров'я                                         | Охорона здоров'я                                         |                                                          | 2,2%                                                     | 2,2%                                                     |
| Освіта, правозахист, муніципальні та урядові служби      | Освіта, правозахист, муніципальні та урядові служби      |                                                          | 23,3%                                                    | 23,3%                                                    |
| Мистецтво, культура, відпочинок та спорт                 | Мистецтво, культура, відпочинок та спорт                 |                                                          | 5,6%                                                     | 5,6%                                                     |
| Роздрібна торгівля та послуги                            | Роздрібна торгівля та послуги                            |                                                          | 22,2%                                                    | 22,2%                                                    |
| Гуртова торгівля, транспорт та обладнання                | Гуртова торгівля, транспорт та обладнання                |                                                          | 20%                                                      | 20%                                                      |
| Природні ресурси, сільське господарство                  | Природні ресурси, сільське господарство                  |                                                          | 4,4%                                                     | 4,4%                                                     |
| Виробництво                                              | Виробництво                                              |                                                          | 2,2%                                                     | 2,2%                                                     |

## Клімат
Середня річна температура становить -3°C, середня максимальна – 13,7°C, а середня мінімальна – -22,6°C. Середня річна кількість опадів – 904 мм.
| Клімат поселення                              | Клімат поселення | Клімат поселення | Клімат поселення | Клімат поселення | Клімат поселення | Клімат поселення | Клімат поселення | Клімат поселення | Клімат поселення | Клімат поселення | Клімат поселення | Клімат поселення | Клімат поселення |
| Показник                                      | Січ.             | Лют.             | Бер.             | Квіт.            | Трав.            | Черв.            | Лип.             | Серп.            | Вер.             | Жовт.            | Лист.            | Груд.            |                  |
| Середній максимум, °C                         | −13,42           | −13,54           | −8,56            | −0,88            | 5,56             | 11,22            | 13,42            | 13,66            | 9,66             | 4,02             | −2,12            | −9,42            |                  |
| Середня температура, °C                       | −17,96           | −18,04           | −13,1            | −5,44            | 0,98             | 6,70             | 10,42            | 10,66            | 6,66             | 1,00             | −5,1             | −12,42           |                  |
| Середній мінімум, °C                          | −22,46           | −22,58           | −17,62           | −9,92            | −3,52            | 2,14             | 7,42             | 7,66             | 3,66             | −2               | −8,1             | −15,42           |                  |
| Норма опадів, мм                              | 93               | 66               | 75               | 57               | 51               | 80               | 91               | 68               | 77               | 70               | 84               | 92               |                  |
| Середньомісячна швидкість вітру, м/с          | 6.58             | 6.54             | 6.38             | 5.82             | 5.08             | 5.22             | 4.74             | 4.92             | 5.72             | 6.18             | 6.80             | 6.92             |                  |
| Середньомісячна сонячна радіація, кДж/м²·день | 2461             | 5575             | 10446            | 15849            | 17790            | 18763            | 17656            | 13988            | 9217             | 4943             | 2625             | 1767             |                  |
| --------------------------------------------- | ---------------- | ---------------- | ---------------- | ---------------- | ---------------- | ---------------- | ---------------- | ---------------- | ---------------- | ---------------- | ---------------- | ---------------- | ---------------- |
| Джерело:                                      |                  |                  |                  |                  |                  |                  |                  |                  |                  |                  |                  |                  |                  |